# Mönjbatyn Urantsetseg
Mönjbatyn Urantsetseg –en mongol, Мөнхбатын Уранцэцэг– (Bayan-Ovoo, 14 de marzo de 1990) es una deportista mongola que compite en judo.
Participó en tres Juegos Olímpicos de Verano entre los años 2012 y 2020, obteniendo una medalla de bronce en Tokio 2020 la categoría de –48 kg. En los Juegos Asiáticos consiguió dos medallas en los años 2014 y 2018.
Ganó cuatro medallas en el Campeonato Mundial de Judo entre los años 2013 y 2021, y seis medallas en el Campeonato Asiático de Judo entre los años 2009 y 2017.

## Palmarés internacional
| Juegos Olímpicos    | Juegos Olímpicos        | Juegos Olímpicos  | Juegos Olímpicos |
| Año                 | Lugar                   | Medalla           | Categoría        |
| ------------------- | ----------------------- | ----------------- | ---------------- |
| 2020                | Tokio (Japón)           | Medalla de bronce | –48 kg           |
| Campeonato Mundial  |                         |                   |                  |
| Año                 | Lugar                   | Medalla           | Categoría        |
| 2013                | Río de Janeiro (Brasil) | Medalla de oro    | –48 kg           |
| 2017                | Budapest (Hungría)      | Medalla de plata  | –48 kg           |
| 2019                | Tokio (Japón)           | Medalla de bronce | –48 kg           |
| 2021                | Budapest (Hungría)      | Medalla de bronce | –48 kg           |
| Juegos Asiáticos    |                         |                   |                  |
| Año                 | Lugar                   | Medalla           | Categoría        |
| 2014                | Incheon (Corea del Sur) | Medalla de oro    | –48 kg           |
| 2018                | Yakarta (Indonesia)     | Medalla de bronce | –48 kg           |
| Campeonato Asiático |                         |                   |                  |
| Año                 | Lugar                   | Medalla           | Categoría        |
| 2009                | Taipéi (Taiwán)         | Medalla de bronce | –48 kg           |
| 2012                | Taskent (Uzbekistán)    | Medalla de oro    | –48 kg           |
| 2013                | Bangkok (Tailandia)     | Medalla de bronce | –48 kg           |
| 2015                | Kuwait (Kuwait)         | Medalla de plata  | –48 kg           |
| 2016                | Taskent (Uzbekistán)    | Medalla de plata  | –48 kg           |
| 2017                | Hong Kong (China)       | Medalla de oro    | –48 kg           |